# Græskarkerner
En græskarkerne er frøet, som findes inde div. græskararter. Frøet er spiseligt i rå tilstand, men ristes ofte, hvilket ikke ændrer på kernens næringsværdi.
Kernerne sælges enten med eller uden skal. Kernerne spises alene eller bruges i salater, i brød osv. Man kan også få græskarkerneolie. Kernerne er også en god proteinkilde.

## Ernæring
Græskarkerner er meget kalorietunge, og en god kilde til protein, kostfibre, niacin, jern, zink, mangan, magnesium og fosfor . Kernerne er også en udmærket kilde til riboflavin, folat, pantotensyre, natrium og kalium.

## Fodnoter
1. ↑  "Nutrition Facts, "Seeds, pumpkin and squash seed kernels, roasted, without salt (pepitas)"". nutritiondata.self.com. Hentet 2012-10-23.

| Botanik | Spire Denne botanikartikel er en spire som bør udbygges. Du er velkommen til at hjælpe Wikipedia ved at udvide den. |